# Echinagard
Echinagard är ett naturläkemedel godkänt av Läkemedelsverket som historiskt sett använts flitigt av nordamerikanska indianer för att lindra symtom av influensa och förkylning. Det kom till Europa under 1800-talet. Den aktiva beståndsdelen utvinns från Echinacea purpurea.